# Championnats du monde de ski-alpinisme 2006
Navigation
Édition précédente Édition suivante
Les Championnats du monde de ski-alpinisme 2006 (italien : Campionato del Mondo di Scialpinismo 2006) organisés par l'International Council for Ski Mountaineering Competitions (ISMC), se sont tenus dans la Province de Coni en Italie, du 27 février au 4 mars 2006. 
Les athlètes participant à ces championnats représentent 33 nations. Parce que l'épreuve de relais «Senior» a dû être annulée à cause de mauvaises conditions d'enneigement, il n'y a donc pas eu de classement combiné,..

## Résultats

### Classements par nations et médailles
(tous âge confondu)
| Rang | Pays               | Vertical Race | Vertical Race | Vertical Race     | Vertical Race      | Par équipe | Par équipe    | Par équipe        | Par équipe         | Relais | Relais        | Relais            | Relais             | Individuel (Juniors) | Individuel (Juniors) | Individuel (Juniors) | Individuel (Juniors) |              |
| Rang | Pays               | Points        | Médaille d'or | Médaille d'argent | Médaille de bronze | Points     | Médaille d'or | Médaille d'argent | Médaille de bronze | Points | Médaille d'or | Médaille d'argent | Médaille de bronze | Points               | Médaille d'or        | Médaille d'argent    | Médaille de bronze   | Total points |
| 1    | Italie             | 1 320         | 1             | 3                 | 2                  | 458        | 1             |                   | 1                  | 400    | 2             |                   |                    | 164                  |                      |                      | 1                    | 2 342        |
| 2    | Suisse             | 1 412         | 1             | 3                 | 2                  | 354        |               |                   | 1                  | 344    |               | 1                 | 1                  | 180                  |                      | 1                    |                      | 2 290        |
| 3    | France             | 1 210         | 5             | 2                 | 3                  | 420        | 1             | 2                 |                    | 344    |               | 1                 | 1                  | 200                  | 1                    |                      |                      | 2 174        |
| 4    | Espagne            | 1028          | 1             |                   |                    | 162        |               |                   |                    | 284    |               |                   |                    | 144                  |                      |                      |                      | 1 618        |
| 5    | Allemagne          | 443           |               |                   |                    | 290        |               |                   |                    | 296    |               |                   |                    |                      |                      |                      |                      | 1 029        |
| 6    | Slovaquie          | 644           |               |                   | 1                  | 100        |               |                   |                    | 152    |               |                   |                    | 152                  |                      |                      |                      | 922          |
| 7    | Grèce              | 447           |               |                   |                    | 11         |               |                   |                    | 100    |               |                   |                    | 136                  |                      |                      |                      | 694          |
| 8    | République tchèque | 286           |               |                   |                    | 160        |               |                   |                    | 124    |               |                   |                    |                      |                      |                      |                      | 680          |
| 9    | Andorre            | 383           |               |                   |                    | 160        |               |                   |                    | 132    |               |                   |                    |                      |                      |                      |                      | 675          |
| 10   | États-Unis         | 331           |               |                   |                    | 130        |               |                   |                    | 128    |               |                   |                    |                      |                      |                      |                      | 589          |
| 11   | Slovénie           | 416           |               |                   |                    | 24         |               |                   |                    | 136    |               |                   |                    |                      |                      |                      |                      | 576          |
| 12   | Pologne            | 214           |               |                   |                    | 26         |               |                   |                    | 120    |               |                   |                    | 140                  |                      |                      |                      | 500          |
| 13   | Norvège            | 214           |               |                   |                    | 81         |               |                   |                    | 108    |               |                   |                    |                      |                      |                      |                      | 403          |
| 14   | Roumanie           | 343           |               |                   |                    |            |               |                   |                    |        |               |                   |                    |                      |                      |                      |                      | 343          |
| 15   | Russie             | 152           |               |                   |                    | 8          |               |                   |                    | 96     |               |                   |                    |                      |                      |                      |                      | 256          |
| 16   | Suède              | 85            |               |                   |                    | 22         |               |                   |                    | 116    |               |                   |                    |                      |                      |                      |                      | 223          |
| 17   | Bulgarie           | 192           |               |                   |                    | 22         |               |                   |                    |        |               |                   |                    |                      |                      |                      |                      | 214          |
| 18   | Chili              | 105           |               |                   |                    | 2          |               |                   |                    | 92     |               |                   |                    |                      |                      |                      |                      | 199          |
| 19   | Royaume-Uni        | 53            |               |                   |                    | 32         |               |                   |                    | 112    |               |                   |                    |                      |                      |                      |                      | 197          |
| 20   | Japon              | 50            |               |                   |                    | 24         |               |                   |                    | 104    |               |                   |                    |                      |                      |                      |                      | 178          |
| 21   | Liechtenstein      | 72            |               |                   |                    |            |               |                   |                    |        |               |                   |                    |                      |                      |                      |                      | 72           |
| 22   | Venezuela          | 62            |               |                   |                    |            |               |                   |                    |        |               |                   |                    |                      |                      |                      |                      | 62           |
| 22   | Danemark           | 62            |               |                   |                    |            |               |                   |                    |        |               |                   |                    |                      |                      |                      |                      | 62           |
| 24   | Finlande           | 51            |               |                   |                    |            |               |                   |                    |        |               |                   |                    |                      |                      |                      |                      | 51           |
| 25   | Croatie            | 49            |               |                   |                    |            |               |                   |                    |        |               |                   |                    |                      |                      |                      |                      | 49           |
| 26   | Canada             | 44            |               |                   |                    |            |               |                   |                    |        |               |                   |                    |                      |                      |                      |                      | 44           |
| 27   | Argentine          | 42            |               |                   |                    |            |               |                   |                    |        |               |                   |                    |                      |                      |                      |                      | 42           |
| 28   | Belgique           | 13            |               |                   |                    | 1          |               |                   |                    |        |               |                   |                    |                      |                      |                      |                      | 14           |
| 29   | Maroc              | 9             |               |                   |                    |            |               |                   |                    |        |               |                   |                    |                      |                      |                      |                      | 9            |
| 30   | Corée du Sud       | 2             |               |                   |                    |            |               |                   |                    |        |               |                   |                    |                      |                      |                      |                      | 2            |
| 31   | Autriche           |               |               |                   |                    |            |               |                   |                    |        |               |                   |                    |                      |                      |                      |                      |              |
| 31   | Chine              |               |               |                   |                    |            |               |                   |                    |        |               |                   |                    |                      |                      |                      |                      |              |
| 31   | Turquie            |               |               |                   |                    |            |               |                   |                    |        |               |                   |                    |                      |                      |                      |                      |              |

### Individuel (annulé)
Itinéraire prévu:
- Distance : 17,1 km
- Altitude maxi : 2 400 m
- Différences altitude :
  - Ascension : 1 740 m
  - Descente : 1 750 m

### Vertical Race
Événement couru à Crissolo le 28 février 2008
- Altitude du point de départ : 1 365 m
- Distance : 4,7 km
- Différence altitude (ascension): 1 000 m[5]

Liste des 10 meilleurs participants :
| Rang               | Participante              | Total temps   |
| ------------------ | ------------------------- | ------------- |
| Médaille d'or      | Natascia Leonardi Cortesi | 50 min 11 s 5 |
| Médaille d'argent  | Roberta Pedranzini        | 51 min 55 s 0 |
| Médaille de bronze | Catherine Mabillard       | 52 min 27 s 2 |
| 4                  | Gloriana Pellissier       | 52 min 54 s 8 |
| 5                  | Corinne Favre             | 53 min 13 s 3 |
| 6                  | Chiara Raso               | 53 min 41 s 4 |
| 7                  | Nathalie Etzensperger     | 54 min 00 s 7 |
| 8                  | Barbara Gruber            | 55 min 19 s 8 |
| 9                  | Laëtitia Roux             | 55 min 54 s 2 |
| 10                 | Monique Merrill           | 55 min 58 s 1 |

| Rang               | Participant             | Total temps   |
| ------------------ | ----------------------- | ------------- |
| Médaille d'or      | Patrick Blanc           | 39 min 11 s 3 |
| Médaille d'argent  | Tony Sbalbi             | 41 min 13 s 9 |
| Médaille de bronze | Florent Perrier         | 41 min 14 s 1 |
| 4                  | Agustí Roc Amador       | 42 min 21 s 8 |
| 5                  | Sébastien Epiney        | 43 min 39 s 7 |
| 6                  | Alain Rey               | 43 min 40 s 4 |
| 7                  | Manuel Pérez Brunicardi | 44 min 03 s 2 |
| 8                  | Denis Trento            | 44 min 19 s 1 |
| 9                  | Olivier Nägele          | 44 min 20 s 9 |
| 10                 | Mirco Mezzanotte        | 44 min 22 s 7 |

### Par équipes
Événement couru à Crissolo le 1er mars 2006
- Altitude du point de départ : 1 725 m
- Altitude maxi : 3 019 m
- Distance : 20,3 km
- Différences altitude:
  - Ascension : 2 088 m
  - Descente : 2 088 m[7]

Liste des 10 meilleures équipes:
| Rang               | Equipe                                 | Total temps       |
| ------------------ | -------------------------------------- | ----------------- |
| Médaille d'or      | Pedranzini/Martinelli                  | 2 h 21 min 10 s 3 |
| Médaille d'argent  | Favre/Toïgo                            | 2 h 26 min 07 s 2 |
| Médaille de bronze | Mabillard/Pont-Combe                   | 2 h 26 min 23 s 2 |
| 4                  | J. Graßl/Koch                          | 2 h 28 min 45 s 1 |
| 5                  | Bourillon/Lathuraz                     | 2 h 31 min 11 s 1 |
| 6                  | Magnenat/Zimmermann                    | 2 h 31 min 37 s 4 |
| 7                  | Renzler/Calliari                       | 2 h 35 min 05 s 3 |
| 8                  | Raso/Martinale                         | 2 h 36 min 54 s 6 |
| 9                  | C. Bes Ginesta/Zubizarreta Guerendiain | 2 h 42 min 10 s 4 |
| 10                 | Echtler-Schleich/Treimer               | 2 h 45 min 10 s 6 |

| Rang               | Equipe               | Total temps       |
| ------------------ | -------------------- | ----------------- |
| Médaille d'or      | Brosse/P. Blanc      | 1 h 48 min 41 s 5 |
| Médaille d'argent  | Perrier/Gachet       | 1 h 50 min 21 s 1 |
| Médaille de bronze | Brunod/Reichegger    | 1 h 51 min 15 s 1 |
| 4                  | Hug/Elmer            | 1 h 54 min 05 s 8 |
| 5                  | Giacomelli/Lunger    | 1 h 55 min 31 s 6 |
| 6                  | J. Pellissier/Battel | 1 h 57 min 32 s 5 |
| 7                  | D. Blanc/Premat      | 1 h 57 min 44 s 0 |
| 8                  | Pellicier/Gignoux    | 1 h 58 min 17 s 3 |
| 9                  | Ecoeur/A. Rey        | 1 h 58 min 33 s 2 |
| 10                 | Moret/Taramarcaz     | 1 h 59 min 36 s 4 |

### Relais
Événement couru à Artesina le 4 mars 2006
- Distance : 1,92 km
- Altitude du point de départ : 1 363 m
- Altitude maxi : 1 503 m
- Différences altitude :
  - Ascension : 140 m
  - Descente : 140 m[9]

Liste des 10 meilleures équipes de relais:
| Rang               | Equipe                                                                           | Total temps       |
| ------------------ | -------------------------------------------------------------------------------- | ----------------- |
| Médaille d'or      | Francesca Martinelli/Chiara Raso/Roberta Pedranzini/Gloriana Pellissier          | 1 h 13 min 21 s 0 |
| Médaille d'argent  | Gabrielle Magnenat/Nathalie Etzensperger/Catherine Mabillard/Séverine Pont-Combe | 1 h 14 min 23 s 0 |
| Médaille de bronze | Carole Toïgo/Véronique Lathuraz/Corinne Favre/Nathalie Bourillon                 | 1 h 14 min 26 s 0 |
| 4                  | Judith Graßl/Barbara Gruber/Silvia Treimer/Stefanie Koch                         | 1 h 18 min 32 s 2 |
| 5                  | Gemma Arró Ribot/Naila Jornet Burgada/Izaskun Zubizarreta/Cristina Bes Ginesta   | 1 h 27 min 25 s 0 |

| Rang               | Equipe                                                                                | Total temps       |
| ------------------ | ------------------------------------------------------------------------------------- | ----------------- |
| Médaille d'or      | Dennis Brunod/Hansjörg Lunger/Manfred Reichegger/Guido Giacomelli                     | 57 min 47 s 2     |
| Médaille d'argent  | Grégory Gachet/Stéphane Brosse/Florent Perrier/Patrick Blanc                          | 59 min 57 s 1     |
| Médaille de bronze | Alexander Hug/Alain Rey/Rico Elmer/Florent Troillet                                   | 59 min 58 s 4     |
| 4                  | Peter Svätojánsky/Miroslav Leitner/Milan Blaško/Milan Madaj                           | 1 h 02 min 50 s 0 |
| 5                  | Toni Steurer/Franz Graßl/Martin Echtler/Georg Nickaes                                 | 1 h 03 min 12 s 4 |
| 6                  | Javier Martín de Villa/Federico Galera Díez/Manuel Pérez Brunicardi/Agustí Roc Amador | 1 h 03 min 31 s 0 |
| 7                  | Anže Šenk/Jernej Karničar/Tomaž Soklič/Nejc Kuhar                                     | 1 h 06 min 44 s 0 |
| 8                  | Toni Casals Rueda/Xavier Capdevila Romero/Joan Albós Cavaliere/Joan Vilana Díaz       | 1 h 07 min 15 s 4 |
| 9                  | Pete Swenson/Cary Smith/Chris Kroger/Steve Romeo                                      | 1 h 07 min 48 s 3 |
| 10                 | Jaroslav Bánský/Marcel Svoboda/Michal Němec/Miroslav Duch                             | 1 h 10 min 14 s 7 |